# 斯通沃爾鎮區 (北卡羅萊納州霍克縣)
斯通沃爾鎮區（英語：Stonewall Township）是位於美國北卡羅萊納州霍克縣的一個鎮區。

## 地方資料
斯通沃爾鎮區的面積為84.95平方千米，皆為陸地。根據2020年美國人口普查的數據，當地共有人口1892人，而人口密度為每平方千米22.27人。